# 北京政変
北京政変（ペキンせいへん）は、第二次奉直戦争の最中に1924年10月23日に直隷派軍閥の馮玉祥によって中華民国の首都北京で起こされたクーデターである。首都革命とも呼ばれる。

## 北京政変
1924年9月、第二次奉直戦争が起き、馮玉祥は「討逆軍」第三軍総司令に任命され、熱河方面の奉天軍を迎え撃つために古北口に進出したが、そこに兵を止め、進軍しなかった。10月23日、馮玉祥は部隊を率いて北京に帰還し、総統府を包囲し、直隷派によって掌握されている北京政府に停戦と呉佩孚の職務の解除を命令するよう迫り、総統の曹錕を監禁し、「国民軍」の成立を宣言した。政変後の11月5日、馮玉祥は帝号の使用等を認めていた清室優待条件を一方的に修正し（新たな修正優待条件に強制的にサインさせた。一方、モンゴル、チベットなどの動揺を防ぐため、満蒙回蔵各族待遇条件は継続）、清朝皇室（愛新覚羅溥儀）を紫禁城から退去させた。
また、孫文の北上を求め、奉天派と協議し段祺瑞を北京に迎え入れ中華民国執政にした。孫文は北京に入った後1925年3月12日に病没した。この頃段祺瑞は善後会議を主宰し続け、会議の後に臨時参政院を成立させ、国会の機能を行使させた。

### 付記　南口大戦
1925年末に馮玉祥は反奉戦争に加わって、1926年4月9日に再びクーデターを起こし段祺瑞を追放したが、すぐに奉天派に攻撃され敗北し、4月15日に北京から西方郊外の昌平南口鎮に撤退し、1926年5月18日奉天派の張作霖と直隷派の吳佩孚が連合して南口に侵攻した。馮の率いる国民軍は南口を3か月にわたって守り抜き、8月15日に包頭五原方面に撤退した。
この戦役は、北京付近に奉直両派の主力を引き付け、北京南方の守備を手薄にし、国民革命軍の北伐の強力な後押しとなった。